# シュウ酸デカルボキシラーゼ
シュウ酸デカルボキシラーゼ(Oxalate decarboxylase、EC 4.1.1.2)は、以下の化学反応を触媒する酵素である。
シュウ酸 + H+{\displaystyle \rightleftharpoons } ギ酸 + CO2
従って、この酵素の1つの基質はシュウ酸と水素イオン、2つの生成物はギ酸と二酸化炭素である。
この酵素はリアーゼ、特に炭素-炭素結合を切断するカルボキシリアーゼに分類される。系統名は、シュウ酸 カルボキシリアーゼ ギ酸形成(oxalate carboxy-lyase (formate-forming))である。この酵素は、グリオキシル酸及びジカルボン酸の代謝に関与している。

## 構造
2007年末時点で、5つの構造が解明されている。蛋白質構造データバンクのコードは、1UW8、2UY8、2UY9、2UYA及び2UYBである。